# Kurohime
Kurohime (魔砲使い黒姫?, Mahō-tsukai Kurohime, lett. "Utente di cannone magico Kurohime") è un manga scritto e disegnato da Masanori Katakura, serializzato dal 2000 al 2011 prima sulla rivista Monthly Shōnen Jump e successivamente su Jump Square ed edito in Italia da Star Comics nella collana Action dal 10 dicembre 2008 al 16 agosto 2012.

## Trama
Dieci anni prima dell'inizio della storia, Kurohime pose fine a una massiccia guerra combattuta per possedere e ricostruire la Torre degli Dei, che una volta completata avrebbe permesso al costruttore di diventare un dio. Al termine, Kurohime distrusse la torre ed entrò nel regno degli dei per massacrarli, poiché erano loro quelli che iniziarono la guerra in primo luogo. Attraverso una combinazione di inganno e brutalità, gli dei la catturarono e poi divisero Kurohime in due esseri, uno che rappresentava la sua rabbia e l'altro che rappresentava la sua compassione.
L'essere che rappresenta la sua rabbia, nella forma di una ragazzina di nome "Himeko", cerca di riconquistare il suo corpo e i suoi poteri e tenta di abbattere di nuovo gli dei; tuttavia la maledizione può essere annullata solo con l'amore. Durante il corso del manga, Kurohime è in grado di riguadagnare la sua capacità di amare attraverso la sua relazione con Zero, facendola evolvere in diverse incarnazioni nei vari archi della storia.

## Media

### Manga
Il manga scritto e disegnato da Masanori Katakura, è stato serializzato dall'agosto 2000 al 2007 sulla rivista Monthly Shōnen Jump  per poi continuare dal 2007 fino alla sua conclusione il 25 febbraio 2011 su Jump Square, entrambe le testate sono edite da Shūeisha. In seguito i vari capitoli sono stati raccolti in diciotto volumi tankōbon pubblicati dal 4 febbraio 2002 al 21 aprile 2011.
In Italia la serie è stata pubblicata da Star Comics nella collana Action dal 10 dicembre 2008 al 16 agosto 2012.

#### Volumi
| Nº | Titolo italiano Giapponese 「Kanji」 - Rōmaji - Traduzione letterale                                   | Data di prima pubblicazione            | Data di prima pubblicazione |
| Nº | Titolo italiano Giapponese 「Kanji」 - Rōmaji - Traduzione letterale                                   | Giapponese                             | Italiano                    |
| 1  | Kurohime 1 「正義の拳銃」 - Seigi no kenjū – "Pistola della giustizia"                                 | 4 febbraio 2002 ISBN 4-08-873228-6     | 10 dicembre 2008            |
| 2  | Kurohime 2 「魔砲使い」 - Mahō tsukai – "Mago"                                                         | 3 ottobre 2003 ISBN 4-08-873543-9      | 12 gennaio 2009             |
| 3  | Kurohime 3 「阿修羅」 - Ashura – "Ashura"                                                              | 4 febbraio 2004 ISBN 4-08-873570-6     | 9 febbraio 2009             |
| 4  | Kurohime 4 「死神天使」 - Shinigami tenshi – "Angelo mietitore"                                        | 2 luglio 2004 ISBN 4-08-873636-2       | 9 marzo 2009                |
| 5  | Kurohime 5 「愛の川」 - Ai no kawa – "Fiume dell'amore"                                                | 4 novembre 2004 ISBN 4-08-873676-1     | 10 aprile 2009              |
| 6  | Kurohime 6 「新たなる旅立ち」 - Aratanaru tabidachi – "Un nuovo viaggio"                               | 4 marzo 2005 ISBN 4-08-873788-1        | 11 maggio 2009              |
| 7  | Kurohime 7 「桃姫」 - Momoki – "Momoki"                                                                | 4 luglio 2005 ISBN 4-08-873836-5       | 8 luglio 2009               |
| 8  | Kurohime 8 「夜叉姫」 - Yashaki – "Yashaki"                                                            | 2 dicembre 2005 ISBN 4-08-873879-9     | 12 agosto 2009              |
| 9  | Kurohime 9 「堕悪"零"」 - Aku "zero" – "Depravazione "zero""                                           | 3 marzo 2006 ISBN 4-08-874034-3        | 9 settembre 2009            |
| 10 | Kurohime 10 「大絵都」 - Dai etsu – "Grande capitale dell'immagine"                                    | 4 luglio 2006 ISBN 4-08-874134-X       | 7 ottobre 2009              |
| 11 | Kurohime 11 「零〜過去へ〜」 - Rei 〜kako e〜 – "Zero 〜del passato〜"                                 | 2 novembre 2006 ISBN 4-08-874280-X     | 11 novembre 2009            |
| 12 | Kurohime 12 「零〜魔天連の死神〜」 - Rei 〜Matenren no shinigami〜 – "Zero 〜mietitore del Matenren〜" | 2 marzo 2007 ISBN 978-4-08-874334-9    | 9 dicembre 2009             |
| 13 | Kurohime 13 「零〜血の絆〜」 - Rei 〜chi no kizuna〜 – "Zero 〜il legame del sangue〜"                 | 4 luglio 2007 ISBN 978-4-08-874391-2   | 5 maggio 2010               |
| 14 | Kurohime 14 「零〜選択〜」 - Rei 〜sentaku〜 – "Zero 〜selezione〜"                                    | 4 dicembre 2007 ISBN 978-4-08-874462-9 | 3 novembre 2010             |
| 15 | Kurohime 15 「桜花の過ち」 - Ōka no ayamachi – "Fiore di ciliegio"                                     | 4 dicembre 2008 ISBN 978-4-08-874615-9 | 16 marzo 2011               |
| 16 | Kurohime 16 「魂の選択」 - Tamashī no sentaku – "Scelta dell'anima"                                    | 4 giugno 2009 ISBN 978-4-08-874688-3   | 16 agosto 2011              |
| 17 | Kurohime 17 「精霊の阿修羅」 - Seirei no Ashura – "Lo spirito di Ashura"                               | 30 aprile 2010 ISBN 978-4-08-870069-4  | 18 aprile 2012              |
| 18 | Kurohime 18 「生命の樹」 - Inochinoki – "Albero della vita"                                            | 21 aprile 2011 ISBN 978-4-08-870452-4  | 16 agosto 2012              |

### Videogioco
Dalla serie è stato tratto un videogioco di genere sparatutto in terza persona, sviluppato e pubblicato esclusivamente in Giappone da Tomy Corporation il 30 marzo 2006 per PlayStation 2.